# Сарбіново (Любуське воєводство)
Сарбіново (пол. Sarbinowo) — село в Польщі, у гміні Добеґнев Стшелецько-Дрезденецького повіту Любуського воєводства.
Населення — 125 осіб (2011).
У 1975-1998 роках село належало до Гожовського воєводства.

## Демографія
Демографічна структура станом на 31 березня 2011 року:
|          | Загалом | Допрацездатний вік | Працездатний вік | Постпрацездатний вік |
| -------- | ------- | ------------------ | ---------------- | -------------------- |
| Чоловіки | 66      | 17                 | 43               | 6                    |
| Жінки    | 59      | 13                 | 28               | 18                   |
| Разом    | 125     | 30                 | 71               | 24                   |